# دوار (شمال إفريقيا)

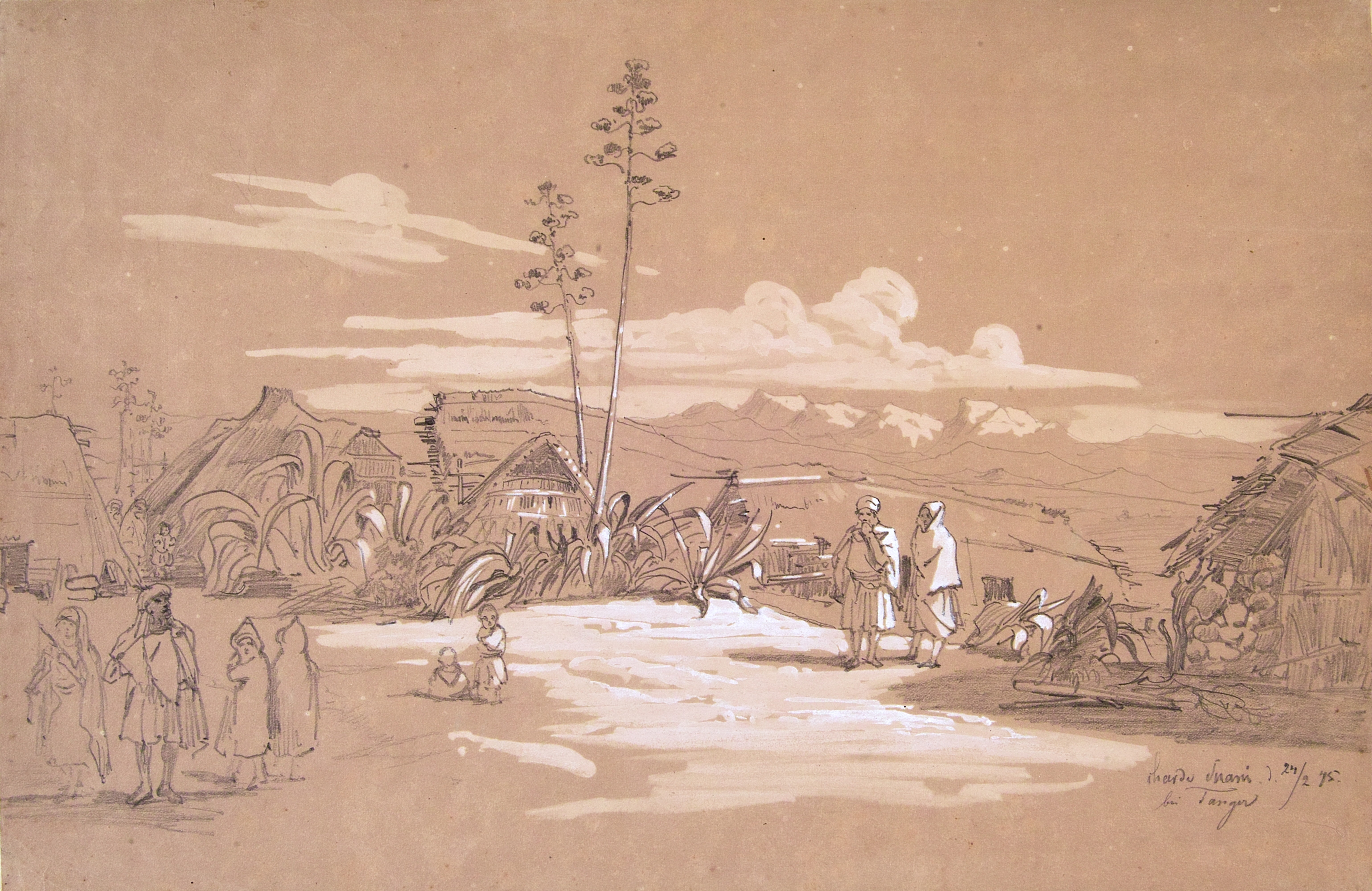
دوار مغربي بالقرب من طنجة عام 1845.

الدوار في شمال إفريقيا وخاصة في المغرب العربي هو "مجموعة من المساكن، ثابتة أو متنقلة، مؤقتة أو دائمة، تجمع بين أفراد تربطهم صلة قرابة على أساس النسب المشترك". وامتداداً لذلك فهو "التقسيم الإداري الأساسي، […] أو الجزء الإقليمي من البلدية".
تاريخيًا، الدوار هو نوع من معسكرات البدو الرحل التي تُرتب على شكل دائرة، وهذا يسمح بحماية القطعان في المساحة الفارغة التي في الوسط خوفاً من الغزو أو الذئاب.

## أصل الكلمة
الدُوّارْ، هو مصطلح أستخدم في القرن السابع عشر، يعني "الخيمة الدائرية" أو بتعبير أدق "مجموعة من الخيام مرتبة بشكل دائري حول القطيع".

## المغرب
في المغرب اليوم مصطلح "دوار" يعين «قرية صغيرة [أو] مجموعة من المساكن الريفية». تضم من 50 إلى 400 أسرة، وينتشر موطنها في السهول أكثر من الجبال. وهي تشكل عادة الوحدة الأساسية للجماعة الريفية. ويمكن أن تتغير قائمة وأسماء هذه القرى من منطقة إدارية إلى أخرى.

## الجزائر

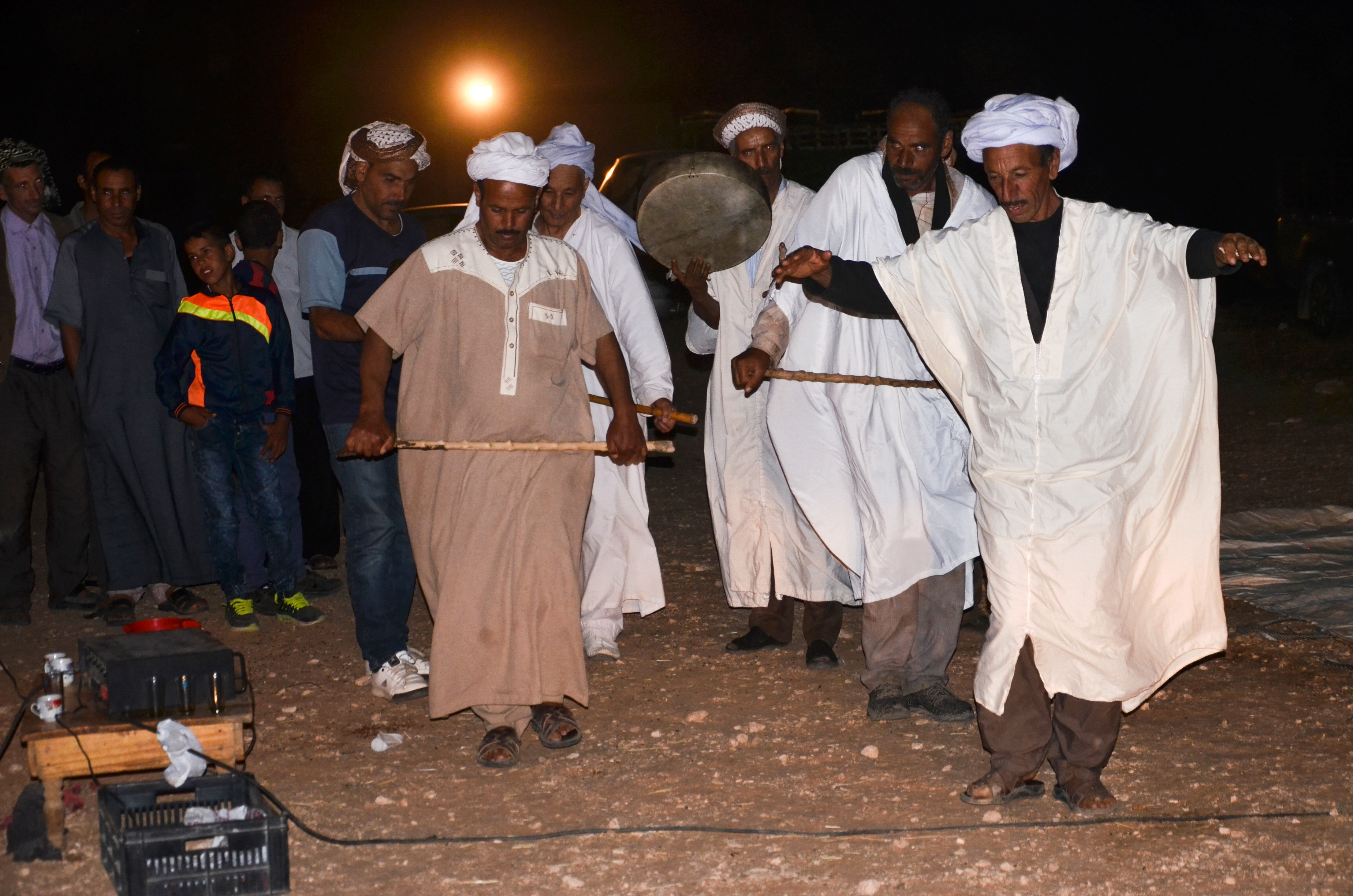
مهرجان دوار (الجزائر).

في الجزائر، يشير مصطلح الدوار إلى بلدية أو قرية في منطقة ريفية يقل عدد سكانها عن 400 نسمة، وتقع هذه المناطق في معظم الأحيان في السهول أو في الجبال.
في الاستعمار الفرنسي للجزائر، كان الدوار قسمًا إداريًا ريفيًا، ولها تمثيل دائم خاص يسمى "الجماعة"، وهي في الأصل تجمع قبيلة أو جزء من قبيلة. وتوجد اليوم دوارات غير مسجلة جغرافياً في الجزائر.